# Marc Miller

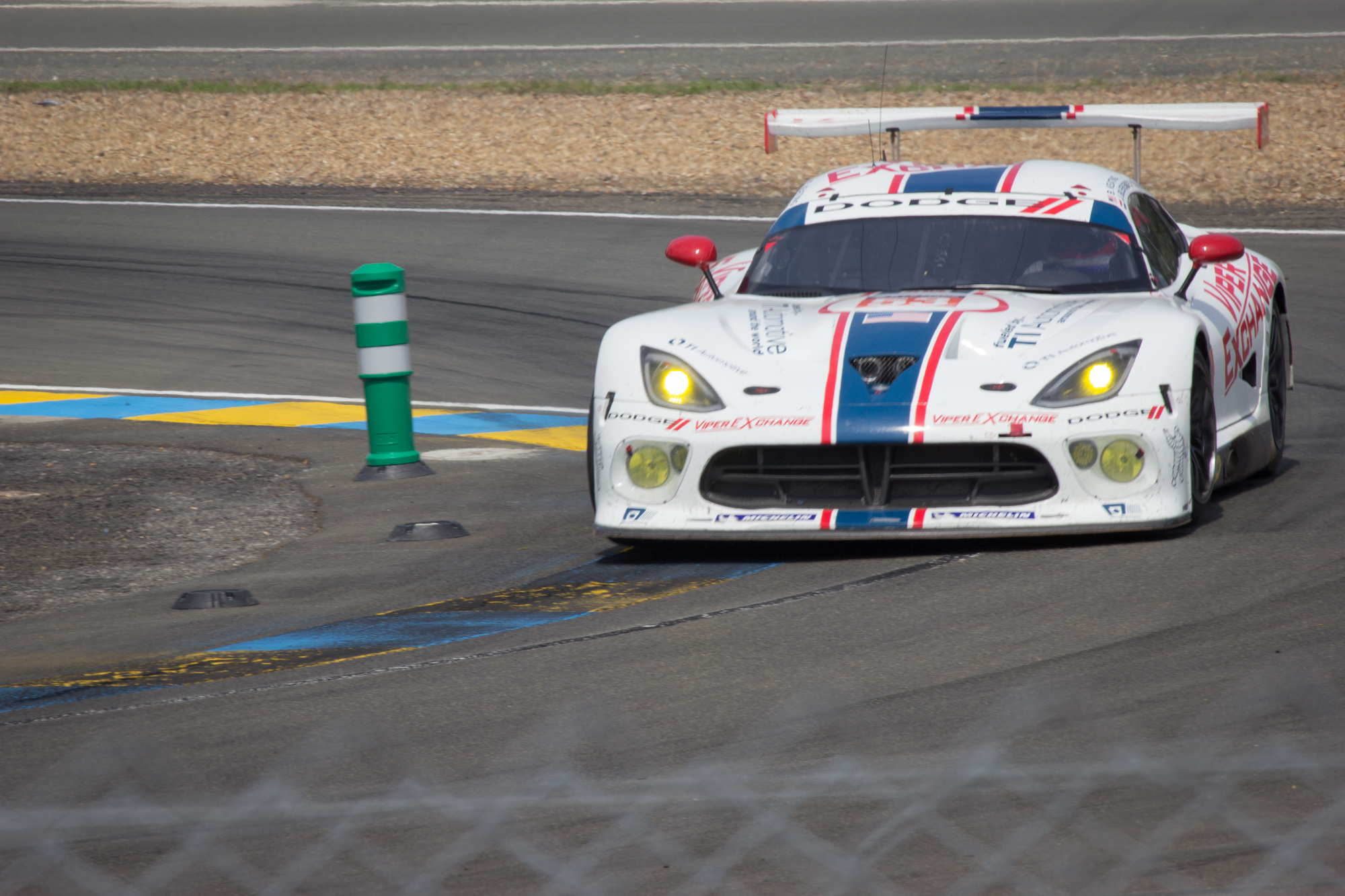
Dodge Viper SRT GTS-R, gefahren von Ben Keating, Jeroen Bleekemolen und Marc Miller, beim 24-Stunden-Rennen von Le Mans 2015

Marc Miller (* 24. August 1975 in Grand Rapids) ist ein US-amerikanischer Autorennfahrer.

## Karriere als Rennfahrer
Marc Miller war in den 1990er-Jahren ein erfolgreicher Kartpilot, der einige nationale Meisterschaften gewinnen konnte. Ende des Jahrzehnts begann er neben seinen Engagements bei Kartrennen mit dem Monopostosport und fuhr in Kanada Formel-Ford-Rennen. In den 2000er-Jahren ging er in CASCAR Super Series, der Vorgängerserie der NASCAR Canadian Tire Series, an den Start. 2007 gewann er die Gesamtwertung der SCCA American Road Race Championship.
Nach Jahren in der Continental Tire Sports Cars Championship wechselte er 2014 in die IMSA WeatherTech SportsCar Championship und gab 2015 für Riley Motorsports sein Debüt beim 24-Stunden-Rennen von Le Mans. Der Einsatz in der Dodge Viper SRT GTS-R endete nach einem Defekt vorzeitig.

## Statistik

### Le-Mans-Ergebnisse
| Jahr | Team                      | Fahrzeug              | Teamkollege        | Teamkollege    | Platzierung | Ausfallgrund    |
| ---- | ------------------------- | --------------------- | ------------------ | -------------- | ----------- | --------------- |
| 2015 | Riley Motorsports-TI Auto | Dodge Viper SRT GTS-R | Jeroen Bleekemolen | Ben Keating    | Ausfall     | Getriebeschaden |
| 2016 | Proton Competition        | Porsche 911 RSR       | Leh Keen           | Cooper MacNeil | Ausfall     | Unfall          |

### Sebring-Ergebnisse
| Jahr | Team               | Fahrzeug            | Teamkollege         | Teamkollege        | Platzierung | Ausfallgrund |
| ---- | ------------------ | ------------------- | ------------------- | ------------------ | ----------- | ------------ |
| 2016 | Riley Technologies | Dodge Viper GT3-R   | Ben Keating         | Jeroen Bleekemolen | Rang 33     |              |
| 2018 | CJ Wilson Racing   | Dodge Viper GT3-R   | Till Bechtolsheimer | Kuno Wittmer       | Rang 34     |              |
| 2020 | Riley Motorsports  | Mercedes-AMG GT3    | Gar Robinson        | Lawson Aschenbach  | Ausfall     | Unfall       |
| 2023 | Gradient Racing    | Acura NSX GT3 Evo22 | Katherine Legge     | Sheena Monk        | Rang 33     |              |